# Notiobiella israeli
Notiobiella israeli là một loài côn trùng trong họ Hemerobiidae thuộc bộ Neuroptera. Loài này được Alayo miêu tả năm 1968.